# SN 2008dd
SN 2008dd – supernowa odkryta 9 kwietnia 2008 roku w galaktyce A170403+2135. W momencie odkrycia miała maksymalną jasność 17,70m.